# 11a etapa del Tour de França de 2011
L'11a etapa del Tour de França de 2011 es disputà el dimecres 13 de juliol de 2011 sobre un recorregut de 167,5 km entre Blaia de las Minas i La Vaur. Mark Cavendish aconseguí la seva tercera victòria d'etapa en la present edició.

## Perfil de l'etapa
Etapa de transició de camí cap als Pirineus, on a partir de l'endemà es disputarien les primeres etapes d'alta muntanya de la present edició. L'esprint intermedi de l'etapa es troba a Galhac (municipi del Tarn) (km 85). Dues petites dificultats muntanyoses, de tercera i quarta categoria, han de superar els ciclistes.

## Desenvolupament de l'etapa
Inici d'etapa sota la pluja, en què l'escapada del dia la formaren Mickaël Delage (FDJ), Rubén Pérez Moreno (Euskaltel–Euskadi), Lars Boom (Rabobank ProTeam), Andrí Hrivko (Astana Qazaqstan Team), Tristan Valentin (Cofidis) i Jimmy Engoulvent (Saur-Sojasun). Al pas per la primera cota Boom s'imposà, amb 4' 15" sobre el gran grup. La màxima diferència l'aconseguiren al km 33, amb 4' 25".
Delage passà el primer per l'esprint intermedi, mentre Mark Cavendish Team HTC-High Road liderava un gran grup encapçalat pel seu equip, que d'aquesta manera controlava l'escapada a una distància raonable. A manca de 35 km els escapats sols disposaven de poc més d'un minut i mig, i a 10 km s'havia reduït a mig minut, tot i la bona entesa entre els escapats. Finalment, Boom intentà l'arribada en solitari quan quedaven menys de 5 km, però la seva aventura i la dels seus companys finalitzà a 3 km de meta.
La victòria se la jugaren a l'esprint, sent-ne el vencedor Mark Cavendish, per davant d'André Greipel Omega Pharma-Lotto) i Tyler Farrar (Garmin-Cervélo). Amb aquesta victòria Cavendish es vestia amb el mallot verd de líder de la classificació per punts, mentre que la resta de classificacions no patiren cap mena de canvi.

## Esprints
| Primer  | Mickaël Delage     | 20 pts |
| Segon   | Jimmy Engoulvent   | 17 pts |
| Tercer  | Lars Boom          | 15 pts |
| Quart   | Andrí Hrivko       | 13 pts |
| Cinquè  | Rubén Pérez Moreno | 11 pts |
| Sisè    | Tristan Valentin   | 10 pts |
| Setè    | Mark Cavendish     | 9 pts  |
| Vuitè   | José Joaquín Rojas | 8 pts  |
| Novè    | Francisco Ventoso  | 7 pts  |
| Desè    | André Greipel      | 6 pts  |
| Onzè    | Philippe Gilbert   | 5 pts  |
| Dotzè   | Matthew Goss       | 4 pts  |
| Tretzè  | Mark Renshaw       | 3 pts  |
| Catorzè | Bernhard Eisel     | 2 pts  |
| Quinzè  | Jelle Vanendert    | 1 pt   |

| Primer  | Mark Cavendish       | 45 pts |
| Segon   | André Greipel        | 35 pts |
| Tercer  | Tyler Farrar         | 30 pts |
| Quart   | Denís Galimziànov    | 26 pts |
| Cinquè  | Edvald Boasson Hagen | 22 pts |
| Sisè    | Romain Feillu        | 20 pts |
| Setè    | José Joaquín Rojas   | 18 pts |
| Vuitè   | Sébastien Turgot     | 16 pts |
| Novè    | Francisco Ventoso    | 14 pts |
| Desè    | William Bonnet       | 12 pts |
| Onzè    | Arnold Jeannesson    | 10 pts |
| Dotzè   | Gerald Ciolek        | 8 pts  |
| Tretzè  | Anthony Delaplace    | 6 pts  |
| Catorzè | Sébastien Hinault    | 4 pts  |
| Quinzè  | Gianni Meersman      | 2 pts  |

## Ports de muntanya
| Primer | Lars Boom    | 2 pts |
| Segon  | Andrí Hrivko | 1 pt  |

| Primer | Mickaël Delage | 1 pt |

## Classificació de l'etapa
|    | Ciclista             | Equip              | Temps      |
| -- | -------------------- | ------------------ | ---------- |
| 1  | Mark Cavendish       | Team HTC-High Road | 3h 46' 07" |
| 2  | André Greipel        | Omega Pharma-Lotto | m. t.      |
| 3  | Tyler Farrar         | Garmin-Cervélo     | m. t.      |
| 4  | Denís Galimziànov    | Team Katusha       | m. t.      |
| 5  | Edvald Boasson Hagen | Team Sky           | m. t.      |
| 6  | Romain Feillu        | Vacansoleil-DCM    | m. t.      |
| 7  | José Joaquín Rojas   | Movistar Team      | m. t.      |
| 8  | Sébastien Turgot     | Team Europcar      | m. t.      |
| 9  | Francisco Ventoso    | Movistar Team      | m. t.      |
| 10 | William Bonnet       | FDJ                | m. t.      |

## Classificació general
|    | Ciclista          | Equip              | Temps       |
| -- | ----------------- | ------------------ | ----------- |
| 1  | Thomas Voeckler   | Team Europcar      | 45h 52' 39" |
| 2  | Luis León Sánchez | Rabobank ProTeam   | + 1' 49"    |
| 3  | Cadel Evans       | BMC Racing Team    | + 2' 26"    |
| 4  | Frank Schleck     | Team Leopard-Trek  | + 2' 29"    |
| 5  | Andy Schleck      | Team Leopard-Trek  | + 2' 37"    |
| 6  | Tony Martin       | Team HTC-High Road | + 2' 38"    |
| 7  | Peter Velits      | Team HTC-High Road | + 2' 38"    |
| 8  | Andreas Klöden    | Team RadioShack    | + 2' 43"    |
| 9  | Philippe Gilbert  | Omega Pharma-Lotto | + 2' 55"    |
| 10 | Jakob Fuglsang    | Team Leopard-Trek  | + 3' 08"    |

|    | Ciclista           | Equip              | Total   |
| -- | ------------------ | ------------------ | ------- |
| 1r | Mark Cavendish     | Team HTC-High Road | 251 pts |
| 2n | José Joaquín Rojas | Movistar Team      | 235 pts |
| 3r | Philippe Gilbert   | Omega Pharma-Lotto | 231 pts |

|    | Ciclista           | Equip              | Total  |
| -- | ------------------ | ------------------ | ------ |
| 1r | Johnny Hoogerland  | Vacansoleil-DCM    | 22 pts |
| 2n | Thomas Voeckler    | Team Europcar      | 17 pts |
| 3r | Tejay van Garderen | Team HTC-High Road | 5 pts  |

|    | Ciclista          | Equip            | Temps       | Temps |
| -- | ----------------- | ---------------- | ----------- | ----- |
| 1r | Robert Gesink     | Rabobank ProTeam | 45h 56' 40" |       |
| 2n | Rein Taaramae     | Cofidis          | + 51"       |       |
| 3r | Arnold Jeannesson | FDJ              | + 1' 20"    |       |

|    | Equip             | Temps        | Temps |
| -- | ----------------- | ------------ | ----- |
| 1r | Team Europcar     | 136h 55' 55" |       |
| 2n | Team Leopard-Trek | + 32"        |       |
| 3r | Team RadioShack   | + 1' 02"     |       |

## Abandonaments
- John Gadret. No surt.[3]